# Замок Баллібер
Замок Баллібер (англ. Ballybur Castle) — один із замків Ірландії, розташований в графстві Кілкенні. Замок збудований в норманському стилі. Замок являє собою п'ятиповерхову вежу висотою 65 футів, що стоїть за 8 км від міста Кілкенні. Замок був відреставрований з використанням технологій XVI століття. Нині замок використовується як готель. Замок має власну кухню, орендується для проведень весіль, корпоративів.

## Історія замку Баллібер
Землі Баллібер здавна належали клану Комерфорд. Замок Баллібер був побудований Річардом Комерфордом десь біля 1588 року. Епоха тоді була жорстока і бурхлива, Ірландію шарпали нескінченні війни. Але трагічні події якось оминули клан Комерфорд — вони вели досить мирне існування у спокої. Замок Баллібер був однією з резиденцій родини Комерфорд — багатої і сильної аристократичної родини того часу. Замок був побудований в першу чергу з оборонною метою — для захисту своїх володінь. У той час в Ірландії ворогували між собою різні клани і різні феодали — барони та графи, зазіхаючи на землі один одного. Замки переважно були оточені будинками простолюдинів та спорудами для худоби. Під час загрози нападу люди ховалися в замок і ховали в замку свою худобу. Замки родини Комерфорд були міцними замками, навколо кожного з них були багаті маєтки — так тривало протягом XVI століття. Недалеко були ще два замки, що належали родині Комерфорд, що займала досить високе суспільне становище і вела життя типове для аристократів того часу.
У 1641 році спалахнуло повстання за незалежність Ірландії. Родина Комерфорд була католицькою родиною, вони підтримали повстання і підняли над своїми замками прапор Ірландської конфедерації. Папський нунцій — кардинал Ріннунціні на своєму шляху по графству Кілкенні зупинився в замку Баллібер, де йому влаштували урочистий прийом. Багато ірландських аристократів відвідали тоді цей замок. Кардинал подарував Річарду та Мері Комерфорд вервечку, яка потім зберігалась як реліквія в родині Комерфорд. І досі ця вервечка і досі зберігається у сестер Марнелл (передана їм в 1970 році), які досі володіють замком.
Джон Комерфорд — син Річарда Комерфорда був останнім Комерфордом, хто жив у замку Баллібер. Після поразки повстання за незалежність Ірландії він був відправлений на заслання в Коннахт в 1654 році. Замок та маєтки були конфісковані. Олівер Кромвель дарував цей замок і маєток Браяну Мансераху. Браян Мансерах був родичем Мартіна Мансераха з Тіпперері, що був радником англійського уряду під час переговорів з вождями північної Ірландії. Про період 1655—1841 років мало що відомо про власників замку Баллібер. Серед мешканців замку був Томас Дейган. Сестри Марнелл є родичами родини Дейган. Вони жили в замку до того як Френк та Айфрік Грей купили замок в 1979 році.